# Vidrio flexible
El vidrio flexible aparece en la historia como una supuesta invención perdida existente durante el reino del Emperador Romano Tiberio César (entre el 14 d. C. a 37 d. C.). Según fuentes antiguas, el artesano que inventó la técnica trajo un cuenco para beber hecho de vidrio flexible antes de que el César lo tirara al suelo, abollándolo en lugar de romperlo. El inventor lo reparó fácilmente con un pequeño martillo. Después de que este jurara al emperador de que solo él conocía la técnica de fabricación, el césar ordenó decapitarlo, temiendo que tal material pudiera socavar el valor del oro y la plata.
Actualmente el vidrio flexible se usa en la electrónica
. LiSec Corporation, por ejemplo, produce vidrio flexible para la industria de módulos solares. Corning Incorporated produce Gorilla Glass, un tipo de vidrio flexible de aluminosilicato (a diferencia de los de borosilicato).